# Comarca de Sierra de Segura (Albacete)
Para otros usos, véase Segura (desambiguación).
La Mancomunidad de Municipios de la Sierra del Segura de Albacete es una mancomunidad de servicios del sureste de la provincia de Albacete (España), que comprende municipios pertenecientes a la sierra de Alcaraz geográfica; (Ayna, Bogarra, Elche de la Sierra (parcialmente), Molinicos, Paterna del Madera, y Riópar) y las antiguas villas de la Encomienda de Segura de la Orden de Santiago; (Férez, Letur, Liétor, Nerpio, Socovos, Yeste, y otras pedanías de Elche de la Sierra). Los municipios que componen la mancomunidad son considerados frecuentemente como una comarca diferenciada y unida en la actualidad en los diferentes catálogos de turismo. 
Es un paisaje montañoso, marcado escasamente por el paso fugaz del río Segura, y en mayor medida por sus afluentes (principalmente por el río Mundo y los cursos menores de los ríos Madera, Taibilla y Tus), con sus embalses (embalse del Cenajo, embalse de Talave, y embalse de la Fuensanta). Por sus características geográficas, demográficas y en parte históricas podría vincularse con esta comarca a los municipios murcianos de Moratalla y Caravaca de la Cruz, así como a la comarca jienense de la Sierra de Segura.

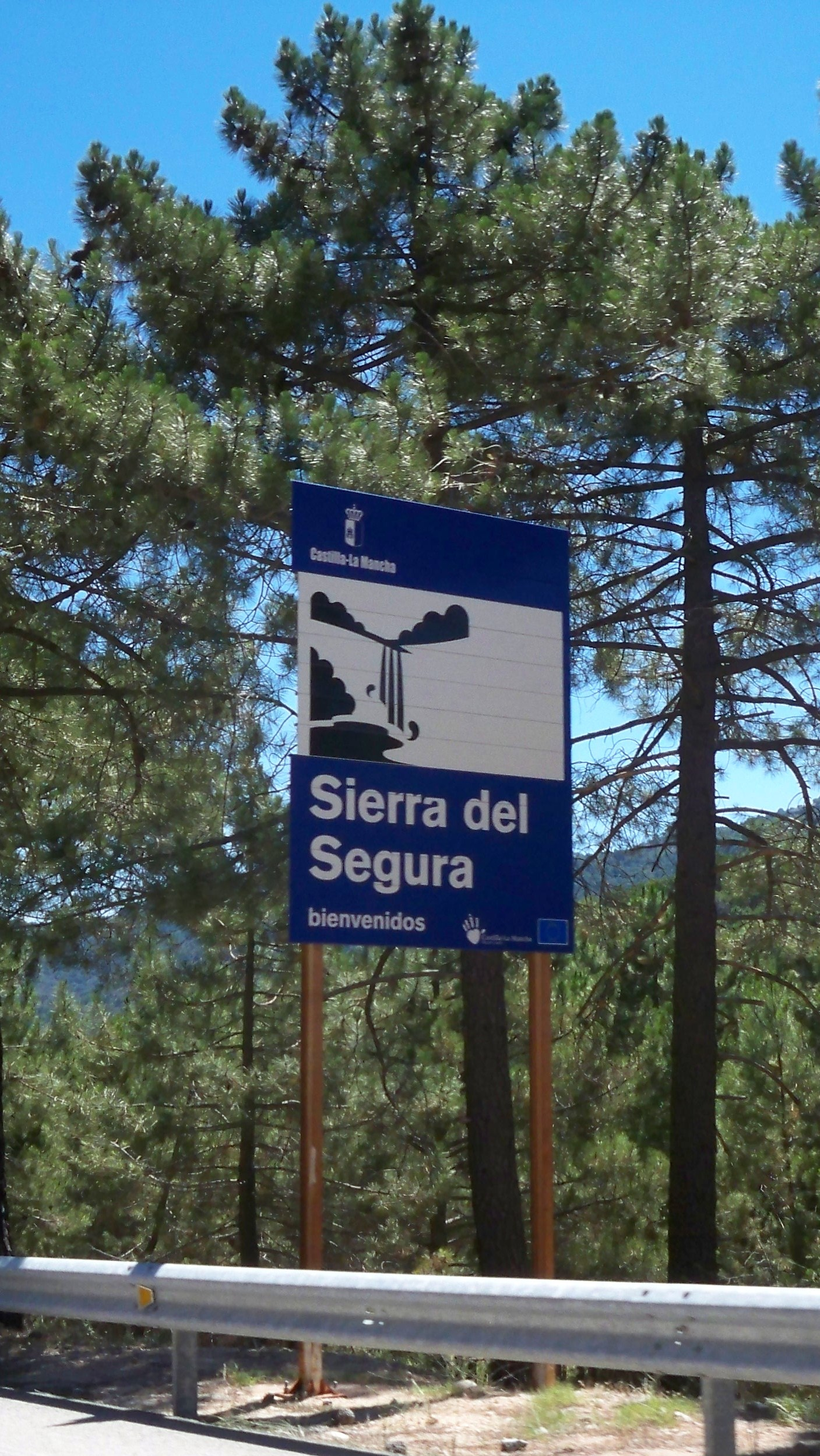
Cartel de bienvenida a la Sierra del Segura en Riópar.

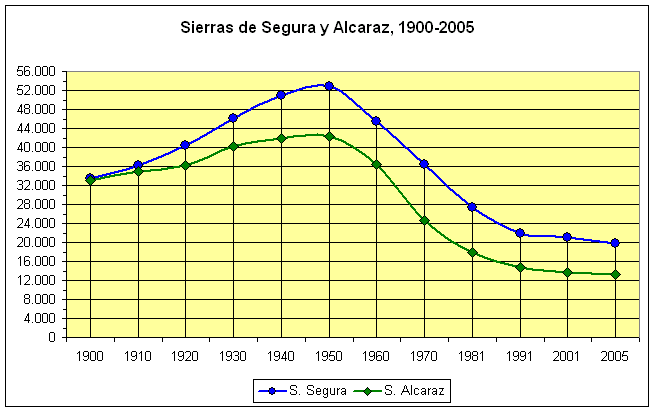
Evolución demográfica comparativa, 1900-2005, del conjunto de las sierras del Segura (azul) y de Alcaraz (verde)

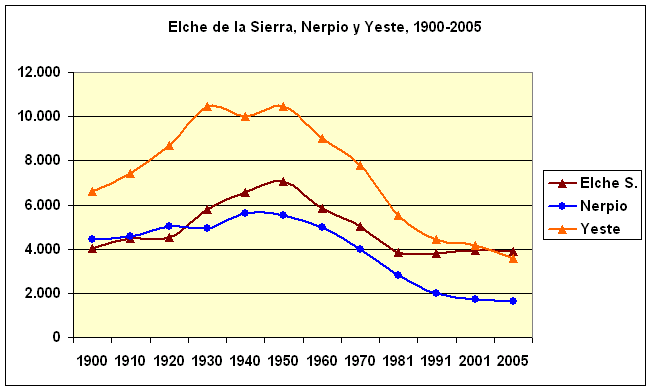
Evolución demográfica comparativa de los tres municipios más poblados

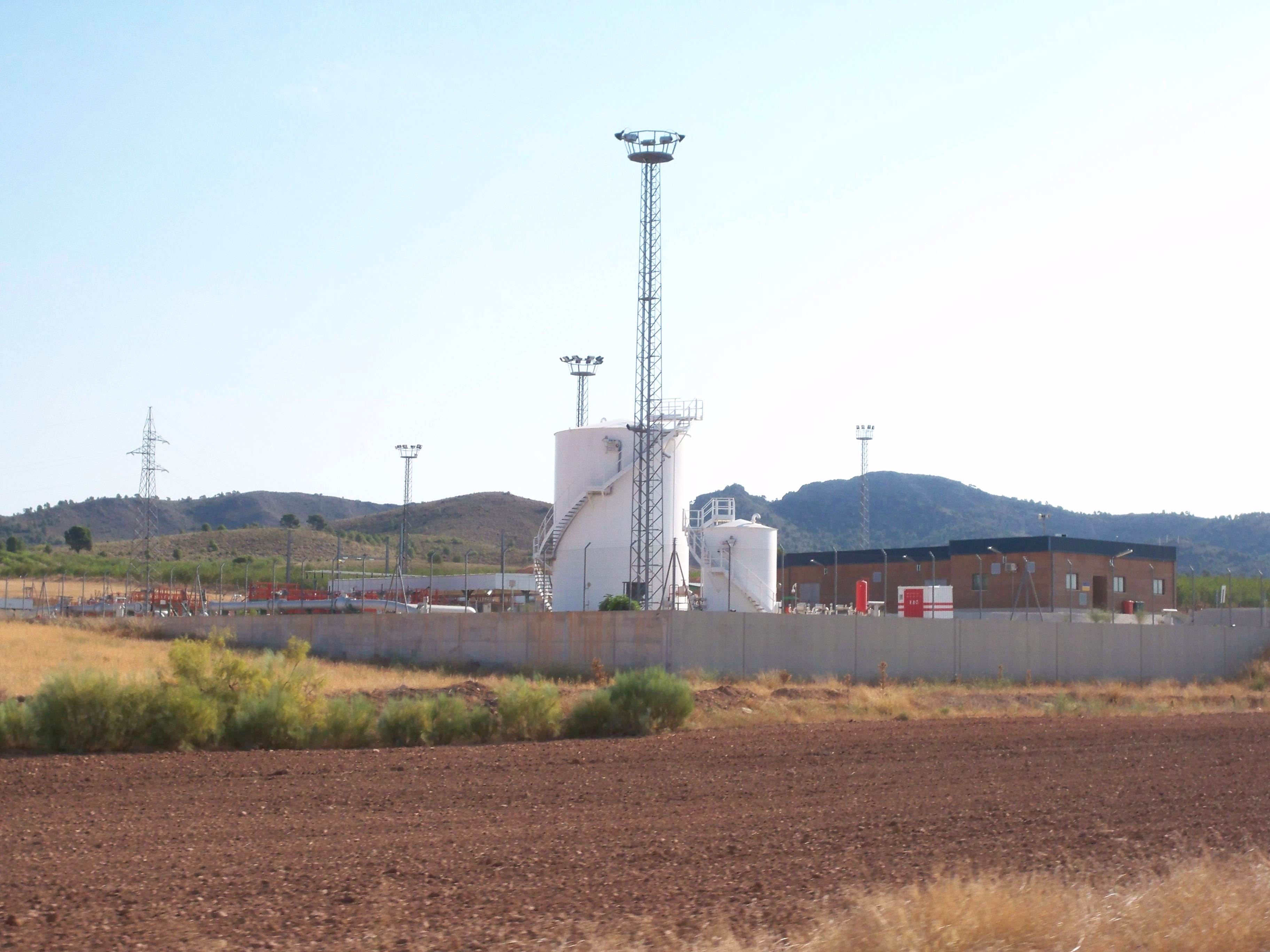
Estación de bombeo del oleoducto Cartagena - Puertollano en la Sierra del Segura en la provincia de Albacete (España).

La dificultad de las comunicaciones y la escasa industrialización provocaron un flujo migratorio muy intenso a partir de la década de 1950, que en la actualidad se ha reducido hasta casi estabilizarse en algunos casos, por lo general en cifras bastante inferiores a las de mediados del siglo pasado.
Así, en 2005, sólo dos municipios superan con creces los 2.000 habitantes (Elche de la Sierra y Yeste) y el promedio es de 1.646 habitantes por entidad municipal; en 1950, todos salvo Paterna superaban esa cifra y el promedio era de 4.404 habitantes.
En el periodo 1991–2005, sólo Riópar incrementa su población (+15%); Elche de la Sierra, Férez y Socovos se mantienen estables, y el resto descienden. En su conjunto, la sierra del Segura ha perdido el 41% de sus habitantes desde 1900; el 63%, si contamos desde 1950; y el 10%, desde 1991.
Sin embargo, ello ha permitido una conservación excelente de los entornos naturales y de los cascos históricos de los pueblos, lo que permite que la principal actividad económica de la zona sea hoy el turismo rural.

## Municipios
| Municipio          | Población | Superficie | Densidad |
| ------------------ | --------- | ---------- | -------- |
| Elche de la Sierra | 3761      | 239,49     | 15,93    |
| Yeste              | 2869      | 511,22     | 5,8      |
| Socovos            | 1832      | 138,61     | 13,57    |
| Riópar             | 1448      | 80,92      | 18,25    |
| Nerpio             | 1362      | 435,78     | 3,18     |
| Liétor             | 1321      | 311,57     | 4,29     |
| Letur              | 987       | 263,56     | 3,86     |
| Bogarra            | 947       | 166,01     | 5,75     |
| Molinicos          | 917       | 143,59     | 6,47     |
| Ayna               | 717       | 146,81     | 4,9      |
| Férez              | 705       | 126,14     | 5,7      |
| Paterna del Madera | 378       | 112,34     | 3,43     |